# 功绩勋章 (乌克兰)
功绩勋章（羅馬化：Orden «Za zaslughi»）分第一，第二或第三级，是乌克兰的功绩勋章，这种勋章由乌克兰授予在经济学、科学、文化、军事或政治领域为国家取得杰出成就的个人，由乌克兰总统列昂尼德·库奇马于1996年9月22日设立。
这种勋章分三种不同等级，最高级为一级。获得功绩勋章的人拥有正式的功绩勋章爵士头衔。获奖人逝世后也可获得追授。

## 乌克兰总统荣誉奖
功绩勋章源于乌克兰总统荣誉奖，这是独立乌克兰的第一个奖章。荣誉奖由乌克兰总统列昂尼德·克拉夫丘克于1992年8月18日颁发。1996年9月22日，这种奖章改成了三个等级的勋章。乌克兰总统荣誉奖的获得者与与功绩勋章的获得者相同，他们是公认的三级功绩勋章的持有人，拥有佩戴已授予勋章的权利。功绩勋章取代了停止颁发的乌克兰总统荣誉奖。
| 乌克兰总统荣誉奖 (1992—1996) |  |
| ---------------------------- |  |
|                              |  |
| 绶带                         |  |
|                              |  |

## 功绩勋章的奖章和绶带
颁发给武装部队成员的奖章采用交叉剑的装饰。
| 一级勋章 | 一级勋章 | 二级勋章 | 二级勋章 | 三级勋章 | 三级勋章 |
| -------- | -------- | -------- | -------- | -------- | -------- |
|          |          |          |          |          |          |
| 一级绶带 | 一级绶带 | 二级绶带 | 二级绶带 | 三级绶带 | 三级绶带 |
|          |          |          |          |          |          |

## 知名得奖者
- 安德烈·舍甫琴科
- 贾玛拉
- 米科拉·卡尔波维奇·里亚赞采夫
- 瓦伦廷·瓦夏诺维奇
- 维塔利·克利奇科

## 脚注
1. ↑  . Офіційний вебпортал парламенту України.   [2022-06-28] （乌克兰语）.